# Allium qasyunense
Allium qasyunense là một loài thực vật có hoa trong họ Amaryllidaceae. Loài này được Mouterde mô tả khoa học đầu tiên năm 1953.